# Laufey
Laufey Lín Bīng Jónsdóttir (Reykjavík, 23 d'abril de 1999) coneguda com a Laufey, és una cantant, compositora i música islandesa. Va guanyar protagonisme a principis dels anys 2020 pel seu èxit com a artista pop inspirada en el jazz.
Després d'haver actuat com a violoncelista solista amb l'Orquestra Simfònica d'Islàndia a 15 anys, Laufey va ser finalista de l'edició 2014 d'Ísland Got Talent (Iceland's Got Talent ) i semifinalista a The Voice Iceland l'any següent. Va llançar el seu EP debut, Typical of Me (2021), i es va graduar al Berklee College of Music de Boston. El seu àlbum de debut, Everything I Know About Love (2022), va destacar a Islàndia i els Estats Units, on va assolir el número 3 de la llista d'àlbums de jazz dels EUA juntament amb la llista de vendes dels millors àlbums dels EUA, on va assolir el número 50. El seu seguiment, Bewitched (2023), va guanyar el millor àlbum vocal pop tradicional a la 66a edició dels premis Grammy (2024) i el seu senzill " From the Start " va tenir un èxit moderat al Canadà, Nova Zelanda i el Regne Unit.

## Biografia
Laufey Lín Bīng Jónsdóttir va néixer el 23 d'abril de 1999 a Reykjavík, la capital d'Islàndia. El seu pare és islandès i la seva mare és xinesa, procedent de Guangzhou. La seva mare és una violinista clàssica i el seu avi matern va ser educador de violí al Conservatori Central de Música de la Xina, que Laufey considera que va inspirar en part el seu amor per la música.  Té una germana bessona idèntica anomenada Júnía Lín Jónsdóttir, que és violinista i la seva directora creativa. Va viure dos anys a Washington, DC i després es va traslladar a Reykjavík el 2008, on va estudiar a Háteigsskóli. Laufey va començar a aprendre el piano a quatre anys i el violoncel als vuit. Es va graduar al Reykjavík College of Music, on també va estudiar cant, el 2018. Va passar la seva infantesa mudant-se entre Reykjavík i Washington, DC, a més de visitar Pequín.
A 15 anys, Laufey va actuar com a violoncelista solista amb l'Orquestra Simfònica d'Islàndia. Mentre estava a Islàndia, Laufey va participar a l'edició 2014 d'Ísland Got Talent —la versió islandesa de Got Talent— on va acabar com a finalista. L'any següent també va aparèixer com a concursant a The Voice Iceland i va arribar a les semifinals. En aquell moment, era la competidora més jove de la història de la sèrie.
Després de l'escola secundària, Laufey i la seva germana bessona van ser acceptades juntes a la Universitat de St Andrews a Escòcia, i ella tenia la intenció d'estudiar economia mentre que la seva germana es va graduar a St Andrews amb un títol en relacions internacionals. Tanmateix, va assistir al Berklee College of Music als Estats Units després de rebre una beca presidencial i es va graduar el 2021. A l'octubre del 2023 residia a Los Angeles.

## Trajectòria

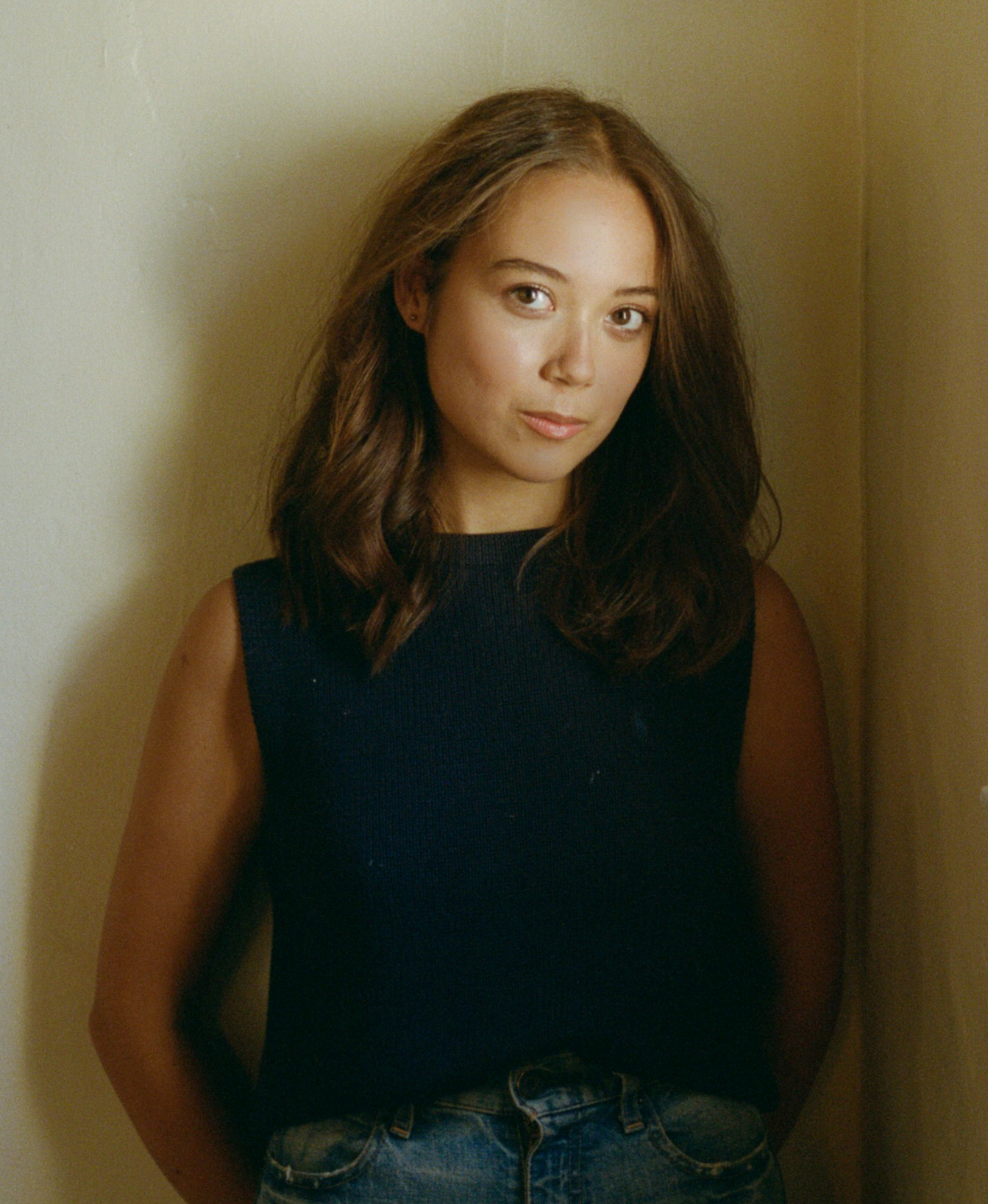
Laufey el 2021

El 6 d'abril de 2020, Laufey va llançar el seu senzill de debut, "Street by Street", que va ocupar el número u a la ràdio islandesa. Després va llançar el seu primer EP, Typical of Me, que ella anomena el seu petit nadó, el 30 d'abril de 2021. Inclou "Street by Street" i sis cançons més, moltes de les quals van ser escrites al dormitori de la seva universitat. Rolling Stone va elogiar especialment la seva interpretació de "I Wish You Love". American Songwriter va incloure l'EP a la seva llista dels millors àlbums del 2021. A més, Typical of Me va rebre l'atenció de músics com Billie Eilish.
El mateix any, Laufey va organitzar un programa musical setmanal a la BBC Radio 3 durant la primavera i l'estiu (i una vegada més durant el desembre per a un especial de Nadal) anomenat Happy Harmonies, en el qual va destacar la música estimulant en una gran varietat de gèneres. Al novembre, Laufey va actuar al London Jazz Festival. Al mateix temps, va col·laborar amb l'Orquestra Filharmònica de Londres per llançar la seva cançó "Let You Break My Heart Again". Al desembre, va col·laborar amb la cantant Dodie per llançar un altre senzill, "Love To Keep Me Warm", la seva versió de "Winter Weather" de Ted Shapiro.
El debut de Laufey a la televisió dels Estats Units va ser el 2022 quan va aparèixer com a convidada musical a Jimmy Kimmel Live! el 21 de gener; va tocar la seva cançó "Like the Movies" de Typical of Me. El seu àlbum de debut, Everything I Know About Love, va ser llançat el 26 d'agost de 2022 a través d' AWAL amb l'aclamació de la crítica. A la llista d'àlbums alternatius de nous artistes de Billboard, l'àlbum va assolir el número u en el seu debut.
L'agost de 2023, es va anunciar que Laufey havia signat un acord de publicació global amb Warner Chappell Music (WCM). El seu segon àlbum, Bewitched, va ser llançat el 8 de setembre de 2023. Una setmana abans del llançament, va filtrar la partitura perquè els fans poguessin desar prèviament l'àlbum. Va rebre l'aclamació de la crítica i va obtenir el primer premi Grammy de Laufey, al millor àlbum vocal pop tradicional a la 66a edició dels premis Grammy, on va actuar amb Billy Joel en el seu número final, " Turn the Lights Back On ".